# Beutepanzer

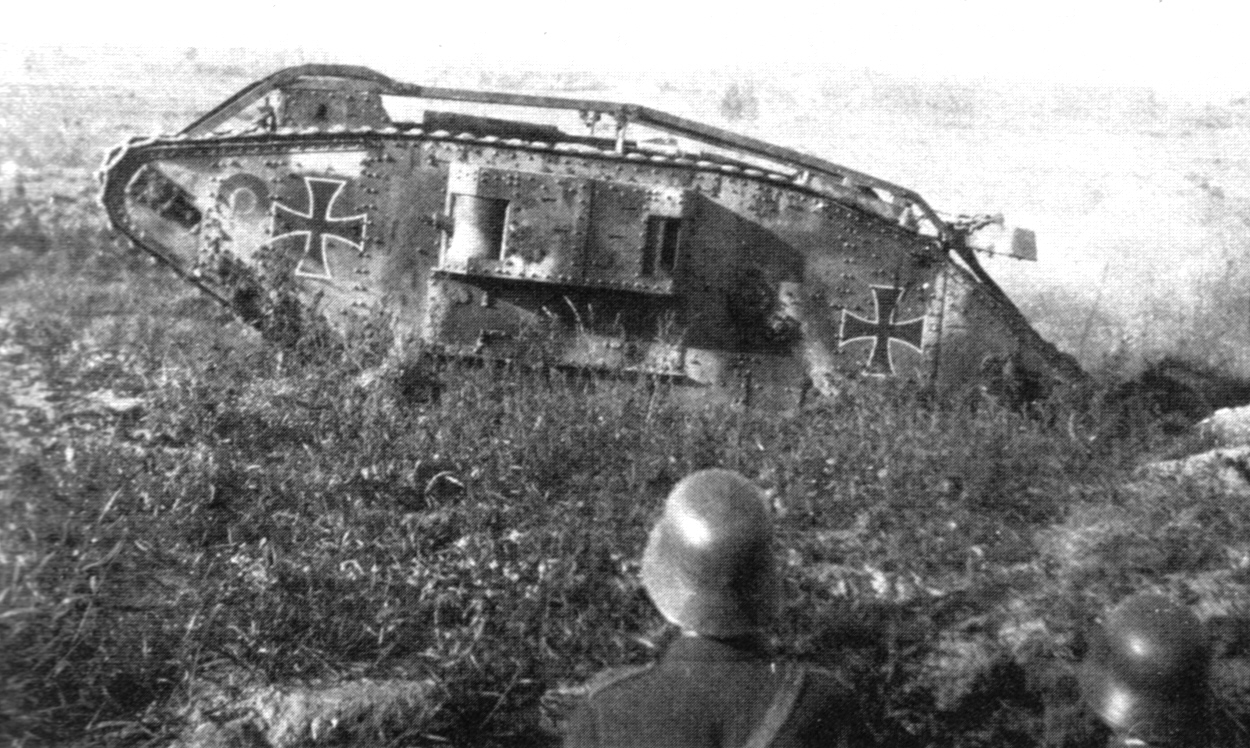
Britischer Mark IV als deutscher Beutepanzer mit deutschen Hoheitszeichen im Ersten Weltkrieg (1918)

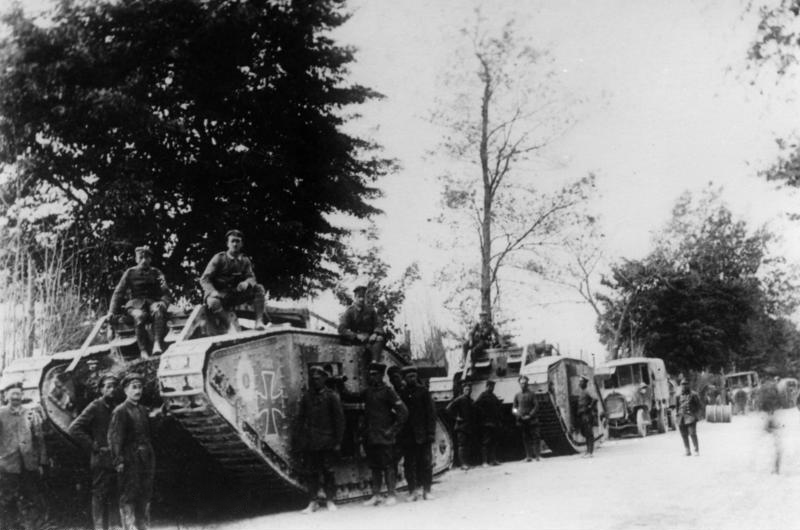
Deutsche Panzerschwadron mit englischen Beutepanzern, samt deutschem Hoheitszeichen in Frankreich (1918)

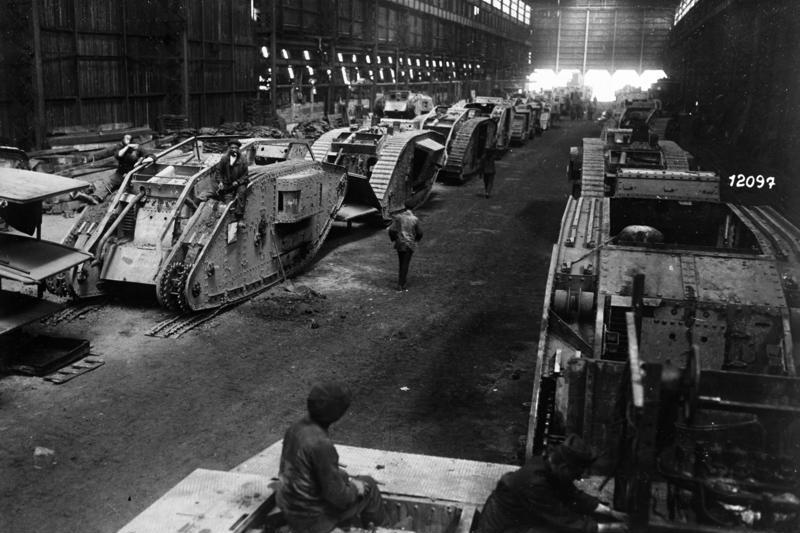
Deutsche Reparaturwerkstatt im Ersten Weltkrieg für erbeutete britische Panzer (u. a. Mark IV), Charleroi (1917)

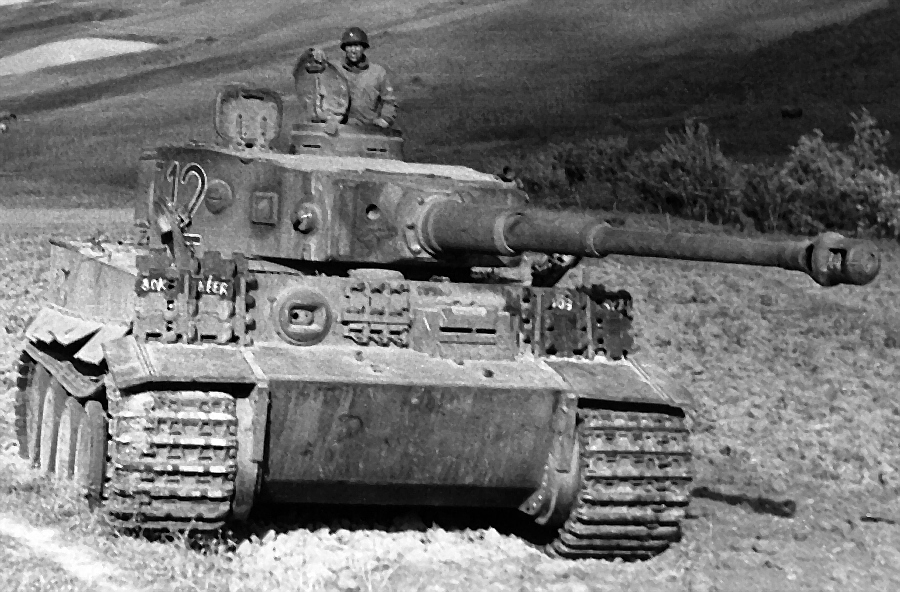
Der erste Tiger, der den Alliierten in die Hände fiel (1943 nahe Tunis)

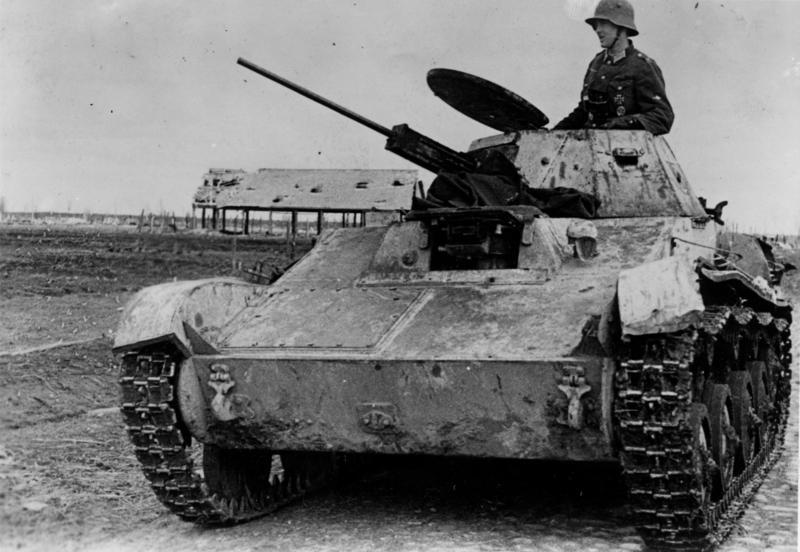
Deutscher Panzersoldat auf Turm eines erbeuteten leichten sowjetischen Panzer T-60 in der Schlacht um Cholm (4. Mai 1942)

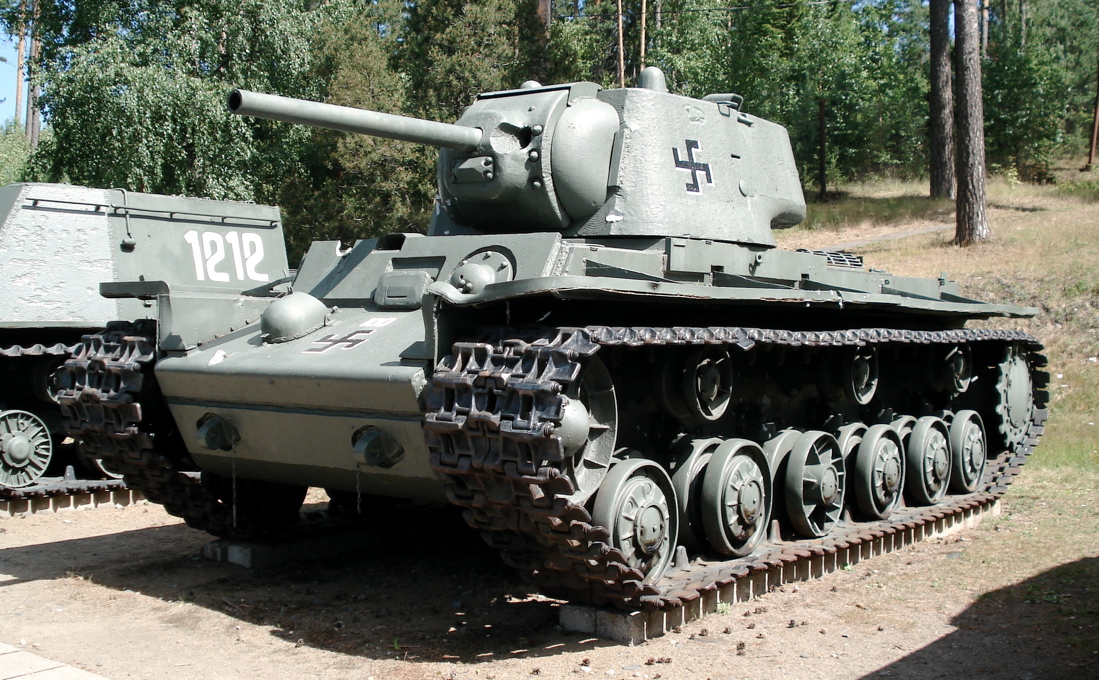
Sowjetischer KW-1 als finnischer Beutepanzer

Als Beutepanzer bezeichnet werden Panzerfahrzeuge, meist Kampfpanzer, die vom Kriegsgegner erbeutet und von der eigenen Panzertruppe eingesetzt oder untersucht wurden. Erbeutete Panzerfahrzeuge geben vor allem wichtige Einblicke in die Waffentechnologie des Gegners, welche für die Entwicklung eigener Panzertypen genutzt werden.
Erbeutete Panzer, die in den eigenen Streitkräften eingesetzt wurden, wurden meist mit dem eigenen Hoheitszeichen versehen, damit sie nicht von den eigenen oder verbündeten Streitkräften durch Eigenbeschuss angegriffen wurden, da diese aufgrund des Modells für einen Feindpanzer gehalten werden konnten. Für deren Benutzung wurden, sofern sie in größeren Stückzahlen erbeutet wurden, Benutzerhandbücher für die Panzerbesatzungen erarbeitet, um die Bedienung zu erleichtern. Beutepanzer werden, sofern sie militärischen Nutzen bringen und der Nachschub von Munition, Treibstoff und Ersatzteilen sowie die Instandsetzung sichergestellt ist, als regulärer Teil der Panzertruppe genutzt. Werden diese über eine längere Zeit eingesetzt, wird durch Austausch einiger Bauteile wie z. B. Bewaffnung versucht, sie den eigenen Panzern anzugleichen, um den Nachschub und Instandsetzung zu vereinfachen.

## Erster Weltkrieg
Im Ersten Weltkrieg fielen den deutschen Streitkräften so viele britische Tanks (meist Mark IV) in die Hände, dass diese die Anzahl der selbst produzierten Panzer bei weitem überschritten. Es wurden Sammellager und Reparaturwerkstätten eingerichtet und Panzerschwadronen mit den Beutepanzern aufgestellt. Die Tanks wurde mit dem Eisernen Kreuz als Hoheitszeichen versehen und erhielten zum Teil einen neuen Tarnanstrich. Bis Ende September 1918 waren insgesamt 170 gegnerische Panzer in verwendungsfähigem Zustand erbeutet worden. Zu diesem Zeitpunkt wurden 35 davon einsatzbereit gemeldet. Dagegen wurden im Vergleich dazu vom eigenen Modell A7V insgesamt nur 20 Stück gebaut.

## Zweiter Weltkrieg
Vor allem für die Wehrmacht spielten Beutefahrzeuge eine nicht zu unterschätzende Rolle. Bereits nach dem Anschluss Österreichs (März 1938) und der sogenannten Zerschlagung der Rest-Tschechei (März 1939) wurden dortige Bestände an gepanzerten Fahrzeugen in die Wehrmacht übernommen. Im Oktober 1940 befahl das Heeresamt, von jedem erbeuteten Panzertyp, Kraftfahrzeugtyp usw. zwei Exemplare zu Auswertungszwecken an die Kraftfahrversuchsstelle des Heereswaffenamtes abzuliefern.
Im aktiven Truppendienst wurden Beutepanzer vereinzelt oder in kleinen Gruppen (zum Beispiel in Beute-Panzerkampfwagen-Zügen) an allen Fronten eingesetzt.
Eine Ausnahme war das Afrikakorps: Da die Panzerarmee Afrika ständig unter Nachschubmangel litt, bestand ihr Kraftfahrzeugbestand zeitweise bis zu 85 Prozent aus Beutefahrzeugen.
Teilweise wurden Panzer in großen Stückzahlen erbeutet. So wurden im Westfeldzug 691 britische Kampfpanzer erbeutet, von denen wohl etwa 350 für die Wehrmacht wiederverwendbar gewesen sein könnten. Ein ausreichender Nachschub an Munition war für die meisten Fahrzeuge jedoch nicht gewährleistet. Um diese weiter nutzen zu können, wurden Fahrgestelle von Beutepanzern auch zu Munitionstransportern und Beobachtungspanzern umfunktioniert. Andere erhielten Aufbauten mit Waffen aus eigener Herstellung und wurden so zu Selbstfahrlafetten oder Jagdpanzern.
Zu stark beschädigte Fahrzeuge wurden zur Ersatzteilgewinnung verwendet („ausgeschlachtet“).
Während des Krieges gegen die Sowjetunion konnten bis zur Jahreswende 1941/42 in großer Stückzahl BT- und T-26-Panzer sowie T-60-Kampfwagen erbeutet werden. Im Frühjahr 1943 besetzte das SS-Panzerkorps das Charkower Traktorenwerk im wiedereroberten Charkow und ließ dort T-34-Panzer instand setzen. Mit diesen wurde zum Beispiel die SS-Panzerjäger-Abteilung 2 der Division „Das Reich“ ausgestattet.

## Beispiele für Beutepanzer im Zweiten Weltkrieg

### Verwendung durch die Wehrmacht
- Eine Liste zu erbeuteten gepanzerten Schleppern findet man in der Liste von gepanzerten Schleppern gemäß den Kennblätter fremden Geräts D 50/12.
- Eine Liste zu erbeuteten Panzerspähwagen findet man in der Liste von Panzerspähwagen gemäß den Kennblättern fremden Geräts D 50/12.

Die folgenden Beutefahrzeuge sind nicht durch die Kennblätter fremden Geräts erfasst worden.
Österreich
- gepanzerter Beobachtungskraftwagen Saurer RR-7 = Artillerieschlepper Saurer RR-7, nach dem Anschluss Österreichs vom Österreichischen Bundesheer übernommen und als Spähpanzer eingesetzt

Tschechoslowakei
- leichter Panzerkampfwagen 33(t) = Praga Tančík vz.33-Tanketten, eingesetzt als Fahrschulpanzer
- Panzerkampfwagen 35 (t) = LT vz. 35-Panzer
- Panzerkampfwagen 38 (t) = ČKD-Praga LT-H

Polen
- Panzerspähwagen 7TP 731 (p) = 7TP, u. a. wurde damit das 203. Panzerbataillon in Frankreich und Norwegen ausgestattet
- Panzerspähwagen wz. 34 (p) = Samochód pancerny wz. 34, Einsatz bei der deutschen Polizei im besetzten Polen
- leichter Panzerkampfwagen TK (p) = TK-3
- leichter Panzerkampfwagen TKS (p) = TKS
- Artillerieschlepper C2P (p) = C2P
- Artillerieschlepper C7P (p) = C7P

Belgien
- Artillerieschlepper VA 601(b) = Vickers-Armstrong Utility Tractor
- Panzerkampfwagen AMC 738(b) = Renault AMC-35 (ACGI)
- Panzerjäger (Sfl) CL 801(b) = Light tank model T.13 Type I/II
- Panzerjäger VA 802(b) = Light tank model T.13 Type III

Niederlande
- Panzerkampfwagen FT 731(h) = Renault FT 18

Frankreich
- Lorraine 37L(f) = Tracteur blindé 37L
- Zugkraftwagen Ci 301(f) = Citroën-Kégresse P17
- Zugkraftwagen S 303(f) = SOMUA MCL 5
- Zugkraftwagen U 304(f) = Unic P 107
- Zugkraftwagen U 305(f) = Unic TU 1
- Zugkraftwagen Ci 306(f) = Citroën P14P
- Zugkraftwagen S 307(f) = SOMUA MCG
- Panzerkampfwagen VM 701(f) = Renault AMR 33
- Panzerkampfwagen VM 702(f) = Renault AMR 35 ZT
- Panzerkampfwagen 17R/18R 730(f) = Renault FT
- Panzerkampfwagen R-35 731(f) = Renault R-35, als Artillerie- und Munitionsschlepper
- Panzerkampfwagen D-1 732(f) = Renault Char D-1
- Panzerkampfwagen D-2 733(f) = Renault Char D-2
- Panzerkampfwagen 35H 734(f) = Hotchkiss H-35
- Panzerkampfwagen 38H/39H 735(f) = Hotchkiss H-38 / Hotchkiss H-39 bzw. als Panzerjäger mit anstelle des Turms montierter Panzerabwehrkanone, in Frankreich erbeutet, eingesetzt im Krieg gegen die Sowjetunion und im Afrikafeldzug
- Panzerkampfwagen 40R 736(f) = AMX R-40
- Panzerkampfwagen FCM 737(f) = FCM 36
- Panzerkampfwagen AMC 738(f) = AMC 1935R
- Panzerkampfwagen 35S 739(f) = Somua S-35
- Panzerkampfwagen B-1/B-2 740(f) = Renault Char B1[3]
- Panzerkampfwagen 3C 741(f) = FCM 3C
- Panzerkampfwagen 770(f) = YS command car

Großbritannien
- leichter Panzerkampfwagen Mk.II 733(e) = light tank Mk II
- leichter Panzerkampfwagen Mk.IV 734(e) = light tank Mk IV
- leichter Panzerkampfwagen Mk.VIB 735(e) = light tank Mk VIB
- leichter Panzerkampfwagen Mk.VIC 736(e) = light tank Mk VIC
- leichter Panzerkampfwagen Mk.VII 737(e) = Light tank Mk VII (A17) "Tetrarch"
- Kreuzer-Panzerkampfwagen Mk.I 741(e) = Cruiser Tank Mk I (A9), nach der Niederlage in der Schlacht von Dünkirchen zurückgelassen
- Kreuzer-Panzerkampfwagen Mk.II 742(e) = Cruiser Tank Mk II (A10)
- Kreuzer-Panzerkampfwagen Mk.III 743(e) = Cruiser Tank Mk III (A13 Mk I)
- Kreuzer-Panzerkampfwagen Mk.IV 744(e) = Cruiser Tank Mk IV (A13 Mk II)
- Kreuzer-Panzerkampfwagen Mk.V 745(e) = Cruiser Tank Mk V (A13 Mk III) "Covenanter"
- Kreuzer-Panzerkampfwagen Mk.VI 746(e) = Cruiser Tank Mk VI (A 15) "Crusader"
- Kreuzer-Panzerkampfwagen Mk.VIII(e) = Cruiser Tank Mk VIII Cromwell
- Infanterie-Panzerkampfwagen Mk.I 747(e) = Infantry Tank Mk I (A 11) "Matilda"
- Infanterie-Panzerkampfwagen Mk.II 748(e) = Infantry Tank Mk II (A 12) "Matilda II", erbeutet im Afrikafeldzug und dort auch eingesetzt
- Infanterie-Panzerkampfwagen Mk.III 749(e) = Infantry Tank Mk III "Valentine"
- Infanterie-Panzerkampfwagen Mk.IV(e) = "Churchill" Mk IV (A 22) beim Afrikafeldzug

Russland
- Artillerie-Schlepper 604(r) = Artillerie-Schlepper Komintern
- Schwimm-Panzerkampfwagen T-37 731(r) = T-37
- Schwimm-Panzerkampfwagen T-38 732(r) = T-38
- Schwimm-Panzerkampfwagen T-40 733(r) = T-40
- Panzerkampfwagen T-27A 734(r) = T-27A
- Panzerkampfwagen T-26A 737(r) = T-26A (model 1931)
- Panzerkampfwagen T-26B 738(r) = T-26B (model 1933)
- Flammenwerfer-Panzerkampfwagen T-26B/S 739(r) = OT-130 (T-26B) / OT-133 (T-26S)
- Panzerkampfwagen T-26C 740(r) = T-26C
- Brücken-Panzerkampfwagen T-26 741(r) = T-26
- Panzerkampfwagen BT 742(r) = Bystrochodni Tank BT-Serie
- Panzerkampfwagen T-60/70 743(r) = T-60 / T-70
- Panzerkampfwagen T-28 746(r) = T-28 (Panzer) (model 1933)
- Panzerkampfwagen T-34 747(r) = T-34, auch zu Berge- und Munitionspanzern sowie Ambulanzfahrzeugen umgebaut
- Panzerkampfwagen T-28B 748(r) = T-28 (Panzer) (model 1937)
- Panzerkampfwagen T-35A 751(r) = T-35 (model 1933)
- Panzerkampfwagen T-35C 752(r) = T-35 (model 1937)
- Panzerkampfwagen KV-IA 753(r) = KV-1 Model 1940
- Panzerkampfwagen KV-II 754(r) = KW-2, von der deutschen Wehrmacht häufig als Artillerie-Beobachtungspanzer eingesetzt
- Panzerkampfwagen KV-IB 755(r) = KV-1 Model 1941
- Panzerkampfwagen KV-IC 756(r) = KV-1 Model 1942
- Panzerkampfwagen IS-2(r) = IS-2 (JS-2), z. B. Anfang März 1945 während des Unternehmens Sonnenwende erbeutet und dann von der Wehrmacht eingesetzt
- Jagdpanzer SU-76(r) = SU-76
- Jagdpanzer SU-100(r) = SU-100
- Sturmgeschütz SU-122(r) = SU-122
- Sturm-Panzerkampfwagen SU-152(r) = SU-152

Italien
- Panzerkampfwagen CV 35 731(i) = Carro Veloce 35
- Panzerkampfwagen L3/33 (Flamm) 732(i) = Carro Armato L3/33(Fl)
- Panzerkampfwagen L3/35 (Flamm) 732(i) = Carro Armato L3/35(Fl)
- Panzerkampfwagen L6/40 733(i) = Carro Armato L6/40, u. a. Einsatz zur Partisanenbekämpfung als Flammenwerfer
- Panzerkampfwagen M11/39 734(i) = Carro Armato M11/39
- Panzerkampfwagen M13/40 735(i) = Carro Armato M13/40, eingesetzt von den SS-Sturmgeschütz-Abteilungen und der „Panzerabteilung Adria“ als Sd.Kfz. 735(i) zur Partisanenbekämpfung
- Panzerkampfwagen M14/41 736(i) = Carro Armato M14/41
- Panzerkampfwagen P40 737(i) = Carro Armato P26/40
- Panzerkampfwagen M15/42 738(i) = Carro Armato M15/42
- Panzerbefehlswagen 47/32 770(i) = Carro Commando Compagnia Semovente da 47/32
- Sturmgeschütz L/40 da 47/32 770(i) = Sermovente L/40 da 47/32
- Panzerbefehlswagen M41 771(i) = Carro Commando Semovente M41
- Panzerbefehlswagen M42 772(i) = Carro Commando Semovente M42
- Sturmgeschütz M42 75/18 850(i) = Semovente da 75/18
- Sturmgeschütz M42 75/34 851(i) = Semovente da 75/34
- gepanzerte Selbstfahrlafette M41 90/53 851(i) = Semovente da 90/50, nach der italienischen Kapitulation übernommen und als Langstreckenartillerie eingesetzt
- Sturmgeschütz M42 75/46 852(i) = Semovente da 75/46
- Sturmgeschütz M42 105/25 853(i) = Semovente da 105/25
- gepanzerte Selbstfahrlafette M43 149/40 854(i) = Semovente da 149/40

USA
- gepanzerter Mannschaftstransportwagen M3 401(a) = M2/M3 Half Track
- Panzerspähwagen M8(a) = M8 Light Armored Car
- Panzerkampfwagen M3 740(a) = M3 Stuart
- Panzerkampfwagen M3 747(a) = M3 Lee / Grant
- Panzerkampfwagen M4 748(a) = M4 Sherman, erbeutet während des Afrikafeldzugs, West- und Ostfront und in Italien
- Panzerkampfwagen M5(a) = M5 Stuart
- Jagdpanzer M10(a) = M10 Gun Motor Carriage

### Verwendung durch die Rote Armee
- deutsches Sturmgeschütz III
- Panzerkampfwagen V Panther, unter dem Einsatznamen T-5 oder T-V Pantera
- Panzerkampfwagen IV als T-4 oder T-IV, wurden mit deutschen Hoheitszeichen für Infiltrationszwecke eingesetzt
- Panzerkampfwagen III, als T-3 oder T-III
- Panzerkampfwagen 38 (t), als LT-38 oder Praga
- Panzerkampfwagen I, als T-1 oder T-I

### Verwendung durch die finnische Armee im Fortsetzungskrieg
- sowjetische schnellfahrende Panzer der BT-Serie, erbeutet im Sowjetisch-Finnischen Krieg
- sowjetische T-26
- sowjetische BT-7 der Baureihe 1937

### Verwendung durch die rumänische Armee
- sowjetischer leichter Schwimmpanzer T-40

### Verwendung durch die Alliierten der Westfront
- italienische M11/39 und M13/40-Kampfpanzer, vom australischen 6. Cavalry Regiment Dingo, Wombat bzw. Rabbit genannt, welche mit weißen Kängurus an Wanne und Turm gekennzeichnet waren

## Beispiele für Beutepanzer nach dem Zweiten Weltkrieg
- US-amerikanische M47-Kampfpanzer (Patton I), erbeutet durch die Zyprische Nationalgarde nach der türkischen Invasion der Insel Zypern im August 1974.
- US-amerikanische M48-Kampfpanzer, in Vietnam durch die Amerikaner nach dem Abzug der US Army zurückgelassen.
- Die Israelische Armee hat in den Arabisch-Israelischen Kriegen größere Mengen von T-55 und T-54 erbeutet und setzte diese als Tiran und Achzarit (Schützen-/Transportpanzer) ein.
- Im Bergkarabachkonflikt sind durch beide Konfliktparteien T-72-Kampfpanzer aus Depots der regulären Armee entwendet worden.
- Die ukrainischen Streitkräfte erbeuteten im Ukrainekrieg über 300 T-72-Kampfpanzer der russischen Streitkräfte.[4]
- Die russischen Streitkräfte erbeuteten im Ukrainekrieg mindestens 140 Kampfpanzer der ukrainischen Streitkräfte.[5]